# Drhovle
Drhovle település Csehországban, Píseki járásban. Drhovle Předotice, Čížová, Dobev, Sedlice, Osek, Velká Turná és Přešťovice településekkel határos. Lakosainak száma 644 fő (2024. január 1.).

## Népesség
A település lakosságának változását az alábbi diagram mutatja:
| Lakosok száma | 1778 | 1592 | 1496 | 1035 | 753  | 595  | 549  | 556  | 588  | 644  |
|               | 1869 | 1890 | 1921 | 1950 | 1980 | 2001 | 2017 | 2019 | 2022 | 2024 |